# Кулик Ігор Орестович
Кулик Ігор Орестович (19 листопада 1935, Харків, УРСР — 18 грудня 2019, Нью-Йорк, США) — український фізик-теоретик, доктор фізико-математичних наук, професор, член-кореспондент НАН України, лауреат Державної премії УРСР в галузі науки і техніки.

## Біографія
І. О. Кулик народився 19 листопада 1935 у Харкові. У 1959 закінчив фізико-математичний факультет Харківського державного університету. З 1960 працював у Фізико-технічному інституті низьких температур НАН України. З 1970 до 1994 — завідувач відділу надпровідності та надпровідних приладів ФТІНТ. З 1994 — головний науковий співробітник ФТІНТ. З 1972 — доктор фізико-математичних наук. Звання професора присвоєно у 1966. У 1978 був обраний членом-кореспондентом Національной академії наук України. У 1980 отримав Державну премію УРСР у галузі науки і техніки. Був членом редколегії міжнародного журналу «Фізика низьких температур» («Low Temperature Physics» [Архівовано 24 липня 2020 у Wayback Machine.]). З 1996 працював на посаді професора в університеті Стоуні Брук (Нью-Йорк, США). Бувши яскравим представником Харківської школи теоретичної фізики, І. О. Кулик виховав плеяду фізиків-теоретиків, багато їх яких стали лідерами нових наукових напрямків.

## Наукова діяльність
До результатів, що принесли І. О. Кулику широку популярність і світове визнання, відносяться, зокрема, теорія електродинамічних властивостей джозефсонівських тунельних контактів, передбачення особливого типу вихрів у похилому магнітному полі («вихори Кулика»), теорія когерентних струмових станів у слабких надпровідних контактах з безпосередньою провідністю. У роботах І. О. Кулика розвинені основні концепції мезоскопічної фізики: квантування потоку й персистентні струми в ненадпровідних структурах, ефекти дискретності заряду й кулонівська блокада в малих металевих системах. І. О. Кулик зі співробітниками побудував теорію мікроконтактної спектроскопії елементарних збуджень у твердих тілах (Відкриття «Явление перераспределения энергии носителей заряда в металлических микроконтактах при низких температурах» № 328, зареєстроване Комітетом з відкриттів СРСР, (спільно з Ю.В. Шарвіним, І.К. Янсоном, О.М. Омельнчуком, Р.І. Шехтером) ). Наукова діяльність І. О. Кулика знайшла своє відбиття в численних статтях, оглядах, доповідях і монографіях.

## Вибрані публікації
- Кулик, Игорь Орестович. Эффект Джозефсона в сверхпроводящих туннельных структурах / И. О. Кулик, И. К. Янсон. — Москва: Наука, 1970. — 272 с.
- И. О. Кулик. Квантование потока в нормальном металле // Письма в ЖЭТФ. 1970. — Т. 11. — С. 407.
- Кулик И. О., Шехтер Р. И. Кинетические явления и эффекты дискретности заряда в гранулированных средах // ЖЭТФ. 1975. Т. 41 с. 623—635
- Кулик И. О., Омельянчук А. Н. Эффект Джозефсона в сверхпроводящих мостиках: микроскопическая теория. Физика низких температур, Том 4, Випуск 3, С. 296—311 (1978)
- Кулик И. О., Омельянчук А. Н., Шехтер Р. И. Электропроводность точечных микроконтактов и спектроскопия фононов и примесей в нормальных металлах // Физика низких температур. — 1977. — № 3, вып. 12. — С. 1543—1558.
- Ozgur Cakir and Igor O. Kulik. Josephson effect in superconductive SNS heterostructures with barriers. Phys. Rev. B 67, 174514 (2003)
- Igor O. Kulik Mesoscopic Aharonov-Bohm loops in a time-dependent potential: Quasistationary electronic states and quantum transitions. Phys. Rev. B 76, 125313 (2007)

## Нагороди
Республіканська премія ЛКСМУ імені Миколи Островського (1967). Державна премія УРСР в галузі науки і техніки (1980).